# Алюков, Раджап Пайзулаевич
Раджап Пайзулаевич Алюков (12 мая 2001, с. Агачаул, Карабудахкентский район, Дагестан, Россия) —  российский спортсмен, специализируется по ушу, кунг-фу, рукопашному бою. Чемпион России по ушу.

## Спортивная карьера
В декабре 2012 года в Таганроге стал победителем первенства России по полноконтактному рукопашному бою среди спортсменов 8-11 лет. В ноябре 2014 года в селе Халимбекаул Буйнакского района стал победителем первенства Дагестана в возрастной категории 13-14 лет. В апреле 2015 года стал в Перми победителем первенства России по кунг-фу. В апреле 2016 года в Кисловодске стал победителем во всероссийском отборочном турнире по полноконтактному рукопашному бою (12-15 лет). В апреле 2018 года в Москве стал победителем первенства России. В мае 2018 года в Москве стал победителем первенства Европы. В январе 2020 года в Каспийске стал чемпионом Дагестана по ушу. В марте 2021 года в Москве стал чемпионом России по ушу. В марте 2023 года в Москве завоевал бронзовую медаль чемпионата России. В апреле 2024 года в Москве стал бронзовым призёром чемпионата России.

## Спортивные достижения
- Первенство Европы по ушу 2018 — ;
- Чемпионат России по ушу 2021 — ;
- Чемпионат России по ушу 2023 — ;
- Чемпионат России по ушу 2024 — ;